# Schwamendingen
Schwamendingen är en stadsdel i Zürich i Schweiz. Den är stadsdel nummer 12.

### Fotnoter
1. ↑  ”Willkommen” (på tyska). Zunft Schwamendingen. http://www.zunft-schwamendingen.ch/. Läst 30 januari 2014.